# Ericameria juarezensis
Ericameria juarezensis là một loài thực vật có hoa trong họ Cúc. Loài này được (Moran) Urbatsch mô tả khoa học đầu tiên năm 1989.